# Eupteryx assectator
Eupteryx assectator är en insektsart som beskrevs av Logvinenko 1966. Eupteryx assectator ingår i släktet Eupteryx och familjen dvärgstritar. Inga underarter finns listade i Catalogue of Life.